# Saint-Genest-Lachamp
Pour les articles homonymes, voir Saint-Genest et Lachamp.
Saint-Genest-Lachamp est une commune française, située dans le département de l'Ardèche en région Auvergne-Rhône-Alpes.

## Géographie

### Situation et description
Saint-Genest-Lachamp est une petite commune à l'aspect essentiellement rural de la montagne ardêchoise. Elle est rattachée à la communauté de communes Val'Eyrieux, située dans le centre du département.

### Climat
Pour des articles plus généraux, voir Climat d'Auvergne-Rhône-Alpes et Climat de l'Ardèche.
En 2010, le climat de la commune est de type climat des marges montargnardes, selon une étude du CNRS s'appuyant sur une série de données couvrant la période 1971-2000. En 2020, Météo-France publie une typologie des climats de la France métropolitaine dans laquelle la commune est exposée à un climat de montagne ou de marges de montagne et est dans la région climatique Sud-est du Massif Central, caractérisée par une pluviométrie annuelle de 1 000 à 1 500 mm, minimale en été, maximale en automne.
Pour la période 1971-2000, la température annuelle moyenne est de 8,1 °C, avec une amplitude thermique annuelle de 16,5 °C. Le cumul annuel moyen de précipitations est de 941 mm, avec 9,3 jours de précipitations en janvier et 6,1 jours en juillet. Pour la période 1991-2020, la température moyenne annuelle observée sur la station météorologique de Météo-France la plus proche, « St-Pierreville », sur la commune de Saint-Pierreville à 6 km à vol d'oiseau, est de 11,9 °C et le cumul annuel moyen de précipitations est de 1 393,0 mm,. Pour l'avenir, les paramètres climatiques de la commune estimés pour 2050 selon différents scénarios d'émission de gaz à effet de serre sont consultables sur un site dédié publié par Météo-France en novembre 2022.

### Hydrographie
Le territoire de la commune est traversé par le Talaron, un affluent de l'Eyrieux ainsi que par la Glueyre.

## Urbanisme

### Typologie
Au 1er janvier 2024, Saint-Genest-Lachamp est catégorisée commune rurale à habitat très dispersé, selon la nouvelle grille communale de densité à 7 niveaux définie par l'Insee en 2022.
Elle est située hors unité urbaine et hors attraction des villes,.

### Occupation des sols
L'occupation des sols de la commune, telle qu'elle ressort de la base de données européenne d’occupation biophysique des sols Corine Land Cover (CLC), est marquée par l'importance des forêts et milieux semi-naturels (95,9 % en 2018), une proportion identique à celle de 1990 (95,9 %). La répartition détaillée en 2018 est la suivante : forêts (54,9 %), milieux à végétation arbustive et/ou herbacée (41 %), zones agricoles hétérogènes (2,9 %), prairies (1,2 %).
L'évolution de l’occupation des sols de la commune et de ses infrastructures peut être observée sur les différentes représentations cartographiques du territoire : la carte de Cassini (XVIIIe siècle), la carte d'état-major (1820-1866) et les cartes ou photos aériennes de l'IGN pour la période actuelle (1950 à aujourd'hui).

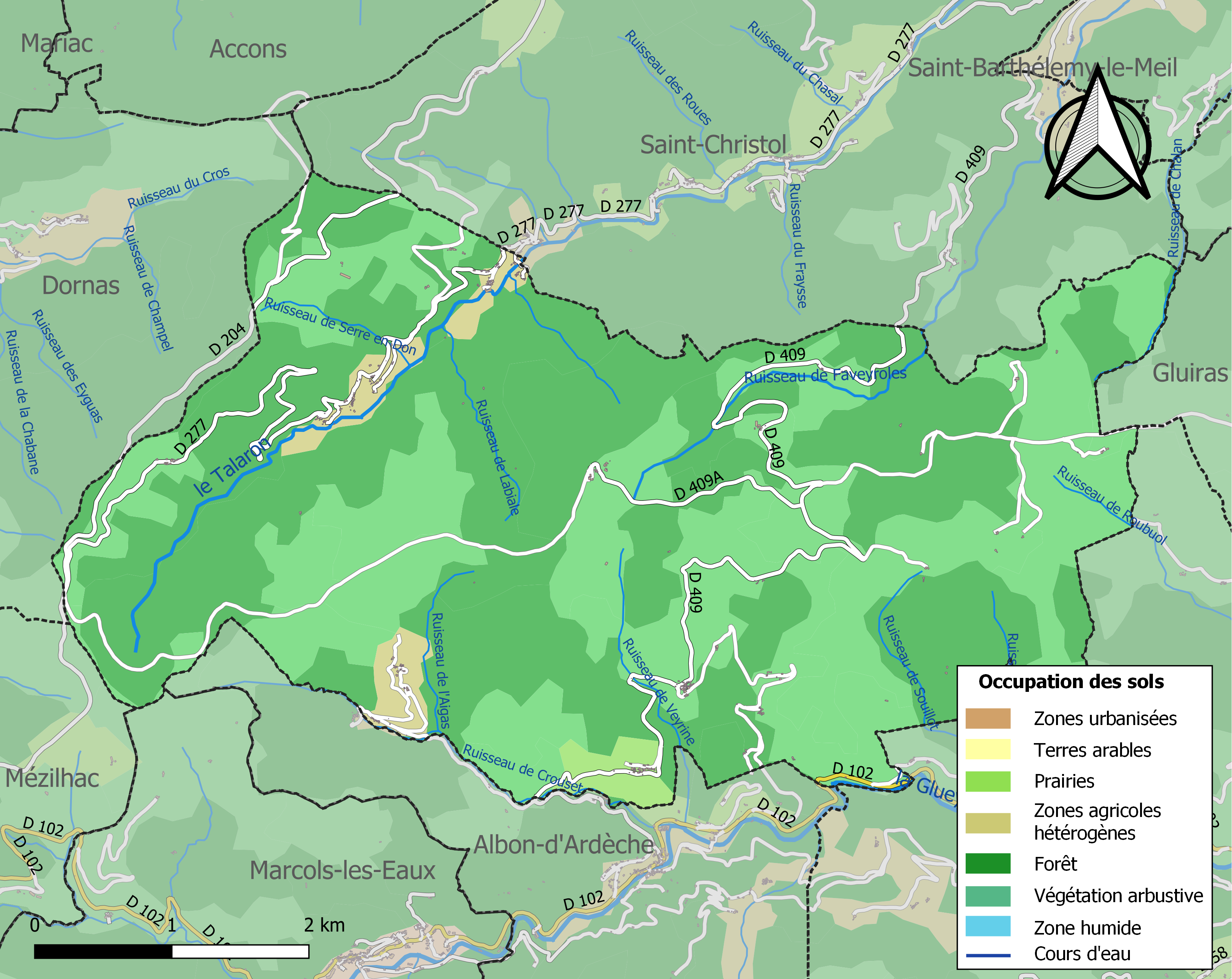
Carte des infrastructures et de l'occupation des sols de la commune en 2018 (CLC).

## Politique et administration

### Liste des maires
| Période                                  | Période                      | Identité                       | Étiquette | Qualité      |
| ---------------------------------------- | ---------------------------- | ------------------------------ | --------- | ------------ |
| Les données manquantes sont à compléter. |                              |                                |           |              |
| juin 1995                                | mai 2020                     | Christophe Saby                |           | Artisan      |
| 27 mai 2020                              | 24 novembre 2021 (démission) | Patrick Meyer                  |           | Ancien cadre |
| 2022                                     | En cours                     | Sonia Mercury[réf. nécessaire] |           |              |

## Population et société

### Démographie
L'évolution du nombre d'habitants est connue à travers les recensements de la population effectués dans la commune depuis 1793. Pour les communes de moins de 10 000 habitants, une enquête de recensement portant sur toute la population est réalisée tous les cinq ans, les populations de référence des années intermédiaires étant quant à elles estimées par interpolation ou extrapolation. Pour la commune, le premier recensement exhaustif entrant dans le cadre du nouveau dispositif a été réalisé en 2007.

En 2022, la commune comptait 112 habitants, en évolution de +9,8 % par rapport à 2016 (Ardèche : +2,48 %, France hors Mayotte : +2,11 %).
| 1793  | 1800 | 1806 | 1821 | 1831 | 1836 | 1841 | 1846 | 1851  |
| ----- | ---- | ---- | ---- | ---- | ---- | ---- | ---- | ----- |
| 1 065 | 762  | 894  | 914  | 933  | 912  | 907  | 936  | 1 124 |

| 1856  | 1861  | 1866  | 1872  | 1876  | 1881  | 1886  | 1891  | 1896  |
| ----- | ----- | ----- | ----- | ----- | ----- | ----- | ----- | ----- |
| 1 155 | 1 157 | 1 158 | 1 117 | 1 089 | 1 098 | 1 113 | 1 113 | 1 135 |

| 1901  | 1906  | 1911 | 1921 | 1926 | 1931 | 1936 | 1946 | 1954 |
| ----- | ----- | ---- | ---- | ---- | ---- | ---- | ---- | ---- |
| 1 037 | 1 002 | 951  | 817  | 694  | 694  | 631  | 485  | 350  |

| 1962 | 1968 | 1975 | 1982 | 1990 | 1999 | 2006 | 2007 | 2012 |
| ---- | ---- | ---- | ---- | ---- | ---- | ---- | ---- | ---- |
| 240  | 214  | 167  | 156  | 132  | 104  | 101  | 101  | 101  |

| 2017 | 2022 | - | - | - | - | - | - | - |
| ---- | ---- | - | - | - | - | - | - | - |
| 104  | 112  | - | - | - | - | - | - | - |

### Enseignement
La commune est rattachée à l'académie de Grenoble.

### Médias
Deux organes de presse écrite sont distribués dans la commune :
- L'Hebdo de l'Ardèche

Il s'agit d'un journal hebdomadaire français basé à Valence et diffusé à Privas depuis 1999. Il couvre l'actualité pour tout le département de l'Ardèche.
- Le Dauphiné libéré

Il s'agit d'un journal quotidien de la presse écrite française régionale distribué dans la plupart des départements de l'ancienne région Rhône-Alpes, notamment l'Ardèche. La commune est située dans la zone d'édition du Nord-Ardèche (Annonay - Le Cheylard).

### Cultes
L'église (propriété de la commune) et la communauté catholique de Saint-Genest-Lachamp sont rattachées à la paroisse catholique de « Sacré Cœur en Val d’Eyrieux », elle même rattachée au diocèse de Viviers.

## Culture locale et patrimoine

### Lieux et monuments
- Église Saint-Genest de Saint-Genest-Lachamp

### Personnalités liées à la commune
- Paul Riou, a légué trois domaines à l'hôpital de Privas.

### Héraldique
|  | Saint-Genest-Lachamp possède des armoiries dont l'origine et le blasonnement exact ne sont pas disponibles. |